# Gmina Cerkno
Gmina Cerkno (słoweń.: Občina Cerkno) – gmina w Słowenii. W 2002 roku liczyła 5000 mieszkańców.

## Miejscowości
Miejscowości wchodzące w skład gminy Cerkno:

- Bukovo
- Cerkljanski Vrh
- Cerkno (niem.: Kirchheim, wł.: Circhina) – siedziba gminy
- Čeplez
- Dolenji Novaki
- Gorenji Novaki (wł.: Novacchi)
- Gorje
- Jagršče
- Jazne
- Jesenica
- Labinje
- Lazec
- Laznica
- Orehek
- Otalež
- Planina pri Cerknem
- Plužnje
- Podlanišče
- Podpleče
- Poče
- Police
- Poljane
- Ravne pri Cerknem
- Reka
- Straža
- Šebrelje
- Travnik
- Trebenče
- Zakojca
- Zakriž